# 사회주의 문화
사회주의 문화(러시아어: социалистический культура, 영어: Socialist culture, 社會主義文化)는 마르크스-레닌주의의 문화 정책 전반을 의미한다.
소비에트 연방을 포함한 공산국가는 일반적으로 건축·경제·교육·문학·과학·예술·사회 영역에서 ‘사회주의 문화’를 강요했다. 소비에트 연방 붕괴 이후 공산권의 사회주의 문화 고수는 과거보다 약해졌지만 여전히 기본적인 문화 정책으로 채택하고 있다.
사회주의 문화는 윤리·도덕적 관점을 포함한다. 조선민주주의인민공화국, 중화인민공화국 등의 아시아 공산권에서는 ‘공산주의 도덕’이라는 이름으로 사회주의 문화 윤리를 초등교육 과정을 통해 가르쳤다. 특히, 조선민주주의인민공화국에서는 사회주의 문화를 강조하는데, 조선로동당에서는 사회주의 문화의 3대 요소로 ‘당성’, ‘노동계급성’, ‘인민성’을 들고 있다.

## 프롤레트쿨트
『변증법적 유물론과 사적 유물론』 및 『볼셰비키당사』를 통한 소비에트 연방 철학 교조의 성립은 사회주의 문화 선전에 지대한 영향을 줬으나, 이는 사회주의 문화 정립의 최초 시도는 아니었다. 사회주의 문화 창조의 기원은 볼세비키 전진파(前進派)의 수장이었던 알렉산드르 보그다노프(Алекса́ндр Богда́нов, 1873 - 1928)가 1917년에 주도하여 조직한 프롤레트쿨트(Пролеткульт)가 시초이다. 프롤레트쿨트는 사회주의 하부구조에 따른 상부구조 혁명으로서 ‘인간관계의 혁명’을 정의하였다. 이는 일상적인 우정, 사랑 및 기타 감정을 ‘사회주의적’으로 고치는 것을 제일의 활동 목표로 삼았다. 프롤레트쿨트는 프롤레타리아 문화의 정수는 프롤레타리아가 갖고 있는 선진성으로부터 나온다고 하였다. 보그다노프는 문화 창조의 주체는 순수한 프롤레타리아 계급이며, 이러한 문화 창조는 어떠한 정치적 당의 결속이 없이도 이루어질 수 있다고 하였다. 따라서 프롤레트쿨트는 당과 독립적인 성격을 갖고 있었다.
그러나 레닌은 당시 러시아 대중의 의식이 상당히 낙후한 상태라는 것을 절감하고 있었다. 레닌은 본래 프롤레트쿨트의 활동을 독려하였으나, 러시아 대중에게 너무나도 급진적인 공산주의 문화를 강요하는 것이 정치적 실익에 득이 될 것이 없다고 판단하였다. 레닌은 프롤레트쿨트에 대한 재정적 지원을 중단하였고, 1923년 볼세비키당 중앙위원회는 ‘문화·예술 개편에 관한 결의’를 채택하여 프롤레트쿨트를 해산하였다.

## 즈다노프 교리
레닌 사후 집권한 스탈린은 제2차 경제 개발 계획을 진행하여 소비에트 연방을 중공업 대국으로 성장시켰다. 스탈린은 1936년 헌법을 통하여 소비에트 연방이 ‘사회주의 발전 과정’을 완수하였다고 선언하였다. 경제 조직을 사회주의 조직으로 완전히 흡수하는 데에 성공한 스탈린은 공산주의로 나아가기 위한 새로운 형태의 ‘공산주의적 인간’을 창조하려고 하였다. 그리하여 스탈린은 『볼셰비키당사』를 통해 볼셰비키당의 철학사적 정론을 세웠으며, 문화 이데올로기 신봉자인 안드레이 즈다노프를 당내 서열 2위에 두었다.
즈다노프는 독자적인 문화 이론을 내세웠다. ‘즈다노프 교리’(러시아어: доктрина Жданова)라 불리는 그의 노선은 문화·예술 풍조를 인간 혁명화(革命化)를 위한 문화적 코드(код)로 등치할 수 있기에 공산주의로 나아가기 위해서는 혁명적인 문화를 적극 홍보, 선전해야 하며, 부르주아·자본주의·제국주의·서구 문화를 철저히 파괴해야 한다는 노선이다. 이 노선은 1922년 혁명러시아 미술협회에서 처음 등장한 예술 사조인 ‘사회주의적 리얼리즘’의 이론적 발전·보완 형태로 발현했는데, 1934년 전연방 공산당 제1회 작가동맹대회에서 본격적으로 제기됐다.
그는 문화 일체를 정적(精的) 자극이 아닌 물적(物的) 자극으로 정의하였는데, 그 이유는 문화 창조가 의식적 활동이라고 하더라도, 그것이 하나의 자극으로 되기 위해서는 물적 세계에서 오감으로 인지할 수 있는 형태로 변환 과정을 거칠 수밖에 없다고 보았기 때문이다. 이러한 정의에 따라 그는 문화예술 활동을 ‘정신 개조를 위한 수단으로서 물적 자극’이라고 간주하였고, 문화예술 활동을 순수한 의미에서 ‘정신의 교환’이라고 취급하는 모든 시도를 주의주의(主意主義)적 반동 행위라고 공격하였다.
즈다노프는 알렉산더 러브(Alexander Love)의 『서유럽 철학사』를 비판적으로 조명하여 질료 자극과 정신 자극을 구분하였다. 즈다노프는 매 역사 단계에서 확인 가능한 한 시대의 경제적 지배 계급 또는 지도 세력이 가진 이데올로기 내용 틀이 해당 역사 단계를 대표하는 것이라고 여겼으며, 이러한 이데올로기 내용 틀이 한 역사 진행에서 ‘반동’ 또는 ‘진보’를 가름하는 핵심 요소라고 하였다. 여기서 그는 ‘반동’을 대표하는 특수한 인식론적 개념·내용 구조가 있으며, ‘진보’를 대표하는 특수한 인식론적 개념·내용 구조가 있다고 본 것이다. 그리고 이것이 반영적으로 긴밀하게 연결되어 있음을 논하였다. 그는 유심주의(唯心主義)는 물론이고, 소박론적 기계주의(機械主義) 관점에 대한 반대를 기반으로 하여 문화·예술이 어떠한 경로를 통하여 인간 정신 구조를 질적으로 개변시키는지 설명하였고 이 경로에서 ‘진보’를 대표할 수 있는 핵(核)을 코드화하여 전달하는 것이 문화 혁명이라 하였다. 그는 이러한 법칙성을 문화 혁명 이론으로 확립하였다.
그는 이러한 문화 혁명에서 중요한 것이 바로 ‘혁명적인 문화’를 현실적으로 구현하는 것이라고 하였는데, 사적 유물론적 법칙 안에서 형성되는 매 제반사회단계의 모순성을 인간 개체가 포착하게끔 유도하는 모든 물적 자극을 ‘혁명적인 문화’라고 정의였다. 그리고 문화 창조 행위가 인간이 특정한 의식성을 발현할 수 있게 하는 물질 자극의 일부로 될 수 있는 것을 넘어서, 이것이 현존하는 물질 자극 중 가장 복합적인 성격을 가진 동시에 제일 강한 자극성을 갖고 있다고 하였다. 따라서 문화 선전은 인간의 의식성을 조작할 수 있는 가장 강력한 수단이 될 수 있는데 의식성을 효과적으로 조작하고 조정하기 위한 문화적 코드는 일정한 법칙에 의해 정해져 있다고 보았다. 제2차 세계 대전 직전에는 게오르기 말렌코프(Гео́ргий Маленко́в)의 테크노크라트(Технократия) 노선의 대척점에 선 노선으로 인식되었다.
그의 교리는 두 가지 측면에서 이오시프 스탈린의 뜻과 맞았다. 첫 번째는 공산주의적 문화를 양성하여 인간의 의식성을 사회주의 사회에 맞게 개조하려는 의도가 일치하였고, 두 번째는 스탈린이 정립한 마르크스-레닌주의의 반영주의(反映主義)적 전제와 일치하였다. 이에 따라 스탈린은 즈다노프의 교리를 문화혁명의 일차적 원칙으로 정하였고 즈다노프는 문화혁명의 첫 번째 공격 대상을 형식주의(形式主義)로 정하였다. 그의 이론에 따라 형식주의는 예술의 코드라고 할 수 있는 내용을 경시하거나 인정하지 않으며, “예술 자체의 미(美)를 형식화한다”는 목표 아래에 대중에게 불필요한 난해함을 강요하는 부르주아 문화예술로 간주된다. 이렇게 하여 소비에트 연방 내 형식주의 예술(아방가르드 예술 등)은 물론이고 전반적인 예술 활동이 상당한 침체를 맞게 되었다. 1946년 즈다노프는 프랑스 유미주의(唯美主義)가 부르주아 퇴폐주의(décadent) 및 개인주의에 기초한 반혁명 쓰레기 사조에 불과하다고 판단하였고, 공산당에서 안나 아흐마토바(Анна Ахматова)를 비판하였다. 얼마 안 가 즈다노프 교리에 의한 문화혁명 노선이 소비에트 연방 문화예술계의 주류로 부상하게 되었다. 이후에 진행된 문화예술계의 숙청을 즈다놉시나(ждановщина)라고 한다. 이 시기 수많은 예술인이 탄압을 받았는데, 대표적으로 미하일 조센코(Михаи́л Зо́щенко), 드미트리 쇼스타코비치(Дми́трий Шостако́вич), 니콜라이 먀스콥스키(Николай Мясковский), 세르게이 프로코피예프(Серге́й Проко́фьев) 등이 있다.
즈다노프의 교리는 정치 영역에서 사회공학의 첫 도입으로 여겨지며, 체계적인 의미로서 인류 역사에서 최초로 실행된 ‘인간 영혼 개조’(러시아어: Инженеры человеческих душ)라고 할 수 있다. 그의 교리는 제2차 세계 대전 이후 등장한 공산국가의 문화혁명 정책에 영향을 주었으나, 1950년대 말을 전환점으로 소비에트 연방 공산당이 수정주의를 받아들임으로 즈다노프 교리는 소비에트 연방 및 그 위성 공산권의 문화·예술계에서 점차 힘을 잃어갔다. 그러나 1960년대 중국공산당의 문화 대혁명 노선에는 강렬한 영향을 주었으며, 조선민주주의인민공화국의 문화·예술계의 경우에는 현재까지 커다란 영향을 주고 있다.

## 분야
레닌은 결과적으로 보그다노프의 프롤레타리아 문화 선전 방식에 반대했지만, 레닌이 사회주의 체제의 기본을 다지면서 내외적으로 여러 가지 사회주의 문화가 등장하였다. 또한, 이후 등장한 즈다노프 교리에 기초한 문화 이론은 소비에트 연방 문화 형성 전반에 커다란 영향을 주었으며, 제2차 세계 대전 이후 등장한 수많은 공산권에도 영향을 주었다. 그 분야는 건축에서 인간이 가지는 미시적인 욕구에 대한 입장까지 다양하다.

### 감정
볼셰비키당은 변증법적 유물론에 따라 감정, 욕구에 경도된 인간을 ‘자연의 외력에 압도되는 수동적 인간’이라고 하였으며, 욕구 일반을 절제하고, 욕구에 대해 “계급 투쟁 진일보에 도움이 되느냐?”를 계산하는 인간을 ‘유적 존재’(독일어: Gattungswesen)라고 하였다. 이 도식에 따라 욕구에 지배되는 인간은 수동적 인간이고, 수동적 인간은 곧 계급 의식의 영역에 속한 상태가 아닌 룸펜에 불과하다. 볼셰비키는 단순히 수동성에 따라 기계적으로 움직이는 ‘개별 인간’이 아닌 ‘유적 존재로서의 인간’인 인류(Humanitas)가 되어야 함을 강조하였다.
동시에 볼셰비키당은 인간이 가져야 할 진정한 욕구로서 ‘혁명에 대한 부합성’를 정하였다. 그리고 이 부합성에 합치하는 욕구를 ‘장려되어야 하는 욕구’라고 하였고, 이에 합치하지 않는 욕구를 ‘통제되어야 하는 욕구’라고 하였으며, 전자에 대한 물적 보장, 후자에 대한 통제를 강력하게 추진하였다. 부합성은 그것이 공산주의로의 나아감에 도움이 되는 것으로,‘더 많이 알고자 하는 욕구’(지식욕), ‘최상의 것을 달성하고자 하는 욕구’(성취욕)은 무조건적으로 부합성에 속한다. 식욕, 성욕, 수면욕, 물욕 등은 각 사안에 따라 부합성에 충족하면 전자에 속하고, 부합성으로부터 벗어나게 되면 후자에 속하게 된다. 볼세비키당은 이러한 도식에 따라 인간의 욕구를 장려·조절·통제하였다.
욕구에 대한 광범위한 통제는 “자유는 좋지만, 통제는 더더욱 좋다.”라는 레닌의 말로 표현할 수 있다. 레닌은 진보한 인간일 경우 욕구를 혁명성에 부합하게 자기 조절을 할 수 있다고 보았으며, 낙후한 인간만이 욕구에 지배된다고 보았다. 그는 혁명가로서 맑은 정신을 갖추기 위해선 지속적인 신체 단련과 소식(小食)이 필요하다고 봤기에, 운동을 자주 하였고 식탐을 멀리했다. 그는 발전된 인간의 삶의 양식을 이른바 ‘스파르타식 생활 양식’이라고 여길 정도였고, 실제 스파르타식 생활 양식을 꾸준히 따랐다. 레닌의 금욕주의 및 통제적 사고에 질린 레프 트로츠키는 그를 프랑스의 정치가이자 독재자인 막시밀리앵 드 로베스피에르(Maximilien de Robespierre)라고 비판한 적도 있다. 볼코고노프는 이러한 레닌의 금욕주의에 대해 “레닌은 평생 관념론과 형이상학에 대항하였지만, 아이러니하게도 레닌 자신이 철저한 관념론자이자 형이상학자라는 것을 스스로의 인생을 통해 증명하였다.”라고 평가하였다.

### 건축
1927년 이후 ‘스탈린주의 건축’이라는 독자적인 건축 양식이 등장하였으나, 건축 생산의 비효율성으로 인해 크게 장려되지는 않았다.
소비에트 연방은 1945년부터 독특한 형태의 패널형 주택 건축 방식을 채택하였다. 1951년부터는 실제 대규모 건설이 진행되었다. 이 시기에 등장한 패널형 아파트 단지는 따로 불리는 명칭이 없었으나, 스탈린 사후 니키타 흐루쇼프가 더욱 적극적으로 분배를 주도하였다는 역사적 사실에 기초하여 ‘흐루숍카’라고 불린다. 사회주의 국가의 주된 건축 양식은 개인 주택 위주가 아닌 연립주택 위주로, 이는 집단주의를 강조하여 공산주의적 인간을 배양하려는 의도가 바탕으로 깔려져 있다.

### 당성

“우리는 당의 임무를 완수할 것이다!”(Igor Berezovsky, 1957)

당성(러시아어: партийность, 黨性)은 공산당 또는 당 산하 청년단의 일원으로서 가져야 할 특수한 형태의 계급의식이다.
본래, 카를 마르크스의 혁명 이론에서 노동계급의 계급의식은 자본주의가 자본을 팽창하는 과정에서 내재된 모순을 드러낼 때, 그것을 인식한 유적 존재로서 피착취자가 자연스럽게 갖는 것이나, 레닌은 볼셰비키당에서 이 당성을 언제나 공개적으로 표출하고 계급의 적에 대한 적대감을 공공연히 드러내야 한다고 주장하였다. 그렇게 하여 혁명 세력은 당의 대한 충성심과 적에 대한 분노를 통해 내부로의단결을 꾀할 수 있다고 본 것이다.
레닌은 러시아 혁명 기간 내내 계급의식이 일반적인 노동계급 내에서 자연적으로 발생할 수 없다고 주장했다. 그는 『독일 이데올로기』에서 마르크스가 유적 존재로서 인간에 대해 밝힌 것을 분석하면서, 계급의식이 오로지 특출한 노동자가 가질 수 있는 것이며, 그렇지 못한 노동자들 다수가 이 의식을 가지려면 상상할 수 없는 시간을 허비해야 한다고 보았다. 레닌은 외부의 주입과 학습, 대규모 토론을 통해서만 계급의식을 달성할 수 있다고 강조했다.
그런 의미에서 당성은 공산당의 혁명성을 유지하고, 끊임없이 당이 인류 진보로 나아갈 수 있게 하기 위한 장치인 것이다. 레닌은 프롤레타리아 계급에게는 당성과 별도로 존재하는 개인성이 존재할 수 있다고 보면서도, 개인성은 그저 사물 일반에 대해 수동적인 정열에 불과하며, 개인성과 당성이 일체가 되었을 때 완벽한 공산주의형의 인간이 탄생한다고 주장했다.

### 문학
사회주의 문학은 사회주의적 리얼리즘이라고 불리는 형태를 기본 골격으로 한다. 이는 다른 말로 프롤레타리아 문학이라고 불리는데, 이는 1919년 소비에트 연방에서 시범적으로 시행된 한 형태였다. 사회주의 문학은 ‘혁명적 낙관주의’에 기초하여 ‘계급 의식의 발생 → 혁명의 구체적 실천 → 엄중한 시련 → 낙관성에 기초한 극복 → 최종적인 승리’라는 독자적 내러티브를 구성하였다.
당시 소비에트 연방 내에 존재했던 러시아 프롤레타리아 작가동맹을 비롯한 독일·프랑스·미국·헝가리·체코슬로바키아·에스파냐 ·중국 ·일본 등의 사회주의 문학운동 조직이 활발한 활동을 하였다. 1934년 전연방 공산당 제1회 작가동맹대회에서 사회주의 예술의 일반적 형식으로 사회주의적 리얼리즘을 정한다. 1930년대에는 국제혁명작가동맹 결성하고 4개 국어로 《국제문학》을 발행하였다. 대표적인 프롤레타리아 문학가로서는 막심 고리키가 있다.

### 성
레닌은 이미 성에 대한 방종을 경계한 바 있으며, 부르주아적 성 관념은 프롤레타리아의 계급 의식을 마비시켜 혁명의 쇠퇴를 불러온다고 하였다. 이러한 구체적인 생각은 10월 혁명 후 클라라 체트킨(Clara Zetkin)과의 대화에서 나타난다. 그는 당시 유럽의 부르주아적 신념을 가진 근대적 여성들이 투쟁을 지나치게 문화 일면적 투쟁으로 지도했다고 비판하였다. 특히 동성애와 극단적인 자유연애주의 및 성개방주의(性開放主義) 등과 연계하여 여성운동을 지도하는 것을 상당히 불필요한 것이라고 하였다. 동시에 레닌은 알렉산드라 콜론타이와의 논쟁에서 “목이 마르다고 해서 흙탕물을 마실 수는 없다. 성욕에 대한 자기 통제 여부는 흙탕물을 마시느냐, 마시지 않느냐의 차이와 등치할 수 있다.”라고 하였다.
1930년 이오시프 스탈린은 볼셰비키당 내 여성 해방과 관련된 기관인 제노텔(Женотдел)을 폐지하였다. “부르주아 퇴폐주의 성관념을 여성에게 주입하여 공산주의 도덕 형성을 방해한다.”가 그 이유였다.
소비에트 러시아는 탄생 직후에 동성애자, 양성애자 등 성소수자에 대한 폭력 행위를 법으로 금지하였으나, 실질적으로는 소비에트 러시아 사회 내에서 성소수자는 심하게 차별을 받았다. 이들은 불결하고 천박하다는 이유로 직장에서 해고를 당하였으며, 성에 대해 보수적인 입장을 지니고 있던 대다수의 볼셰비키는 이러한 현상에 대해 심각하게 생각하지 않았다. 1933년 이오시프 스탈린 주도 전연방 공산당 중앙위원회는 최고소비에트 대의원에 대한 입법 포고를 통해 남성에 의한 동성애를 공식적으로 불법화하는 것을 지령했다. 이 법은 통과됐고, 남성 동성애 행위를 공개적으로 하였을 경우 최대 징역 5년이라는 법적 처벌을 가하였다. 만약, 동성애자라는 것이 드러났을 경우에는 일정 기간 동안 정신 교정 센터로 보내졌다. 여성 동성애에 관한 조항은 없었으나, 실질적으로는 금기시됐다. 이후 소비에트 연방의 성문화는 상당히 보수적인 성격으로 흘러갔으며, 1944년에는 '모성영웅'(Мать-героиня) 제도를 만들어서 여성에게 사회적 여성성을 간접적으로 주입하였다.
레닌부터 스탈린까지 이어진 볼셰비키당의 성관념을 보았을 때, 사회주의 문화에서의 성은 그것이 인구의 생산이라는 목적에서만 작동되어야 한다는 ‘생산주의’ 관점으로 요약할 수 있다. 그리하여 공산국가는 남성이든 여성이든 성에 대한 엄격한 절제를 요구하였고, 성매매, 포르노그라피에 대한 강력한 제재가 이어졌다.

### 예술
마르크스-레닌주의 문화 이론에 따라 예술은 프롤레타리아 전위 수호 및 계급 의식 고양이라는 목표에 종속되어야 한다. 즈다노프는 서구 예술을 더러운 것으로 간주하였고, 기존에 존재하였던 서구 퇴폐 예술을 차츰 소멸하여 순수한 프롤레타리아 예술 사조를 형성해야 한다고 보았다. 소비에트 연방은 1948년에 대대적으로 예술계에 간섭하였다. 즈다노프는 드미트리 쇼스타코비치, 세르게이 프로코피예프, 아람 하차투리안, 니콜라이 먀스콥스키 등의 작곡가들을 “사회주의 사실주의 이념을 경시하고 서방 제국주의 국가들의 형식주의를 추종했다.”고 비판하며 이들을 작곡가 동맹에서 제명시키고 자아비판을 강요했으며, 작품 연주도 금지시켰다. 이 음악계 숙청 작업은 공식적으로는 바노 무라델리가 1948년 2월에 발표한 오페라 ‘위대한 친선’에 대한 공식 비판으로 촉발되기는 했지만, 주요 대상은 그 동안 서방에도 명성을 얻고 있던 작곡가나 연주가, 성악가, 지휘자 등이었다.

### 종교

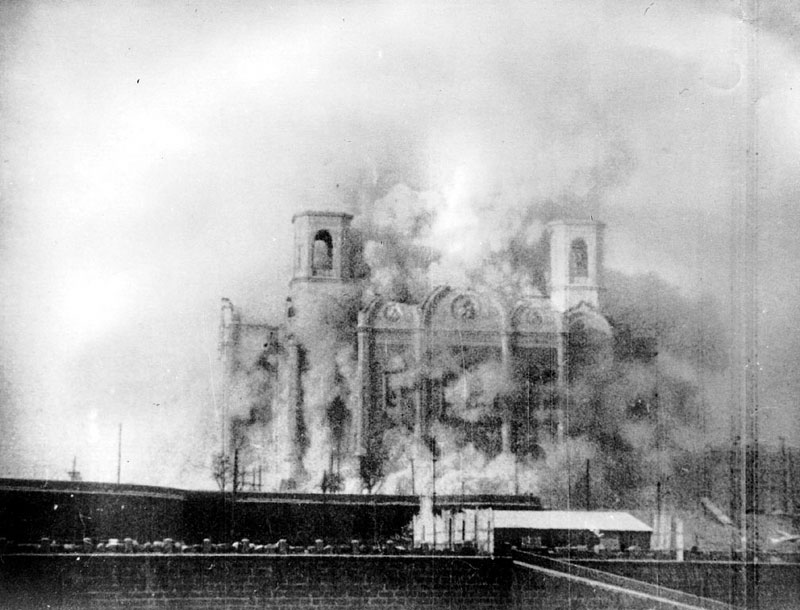
1931년 이오시프 스탈린의 지시로 폭파되는 구세주 그리스도 대성당.

카를 마르크스는 『공산당 선언』과 『독일 이데올로기』 등에서 종교의 반인민적 정체성을 비판했는데, 이를 대표적으로 나타내는 표현으로, "종교는 인민의 아편이다."가 있다. 카를 마르크스는 루트비히 포이어바흐의 저서인 『기독교의 본질』(Das Wesen des Christentums)에서 밝힌 종교비판을 대부분 받아들였으나, "종교는 인간의 삶에 본질적 의미를 부여하는 요소와 강한 연결고리를 가진 것이자, 인간이 이성지적 존재로서 거듭날 수 있는 가능성을 가지고 있는 이상, 종교성도 또한 사라질 수 없다."라는 전제를 비판했다. 카를 마르크스 입장에서 종교는 인간의 지식 활동에 커다란 제약이 있을 때 등장하는 것에 불과하다. 미숙한 인간이 제반사물을 인식하면서 생기는 각종 모순성은 폭발적일 수밖에 없고 그 폭발적인 모순성의 집적체로서 나온 것이 바로 종교이다. 때문에, 마르크스는 인간이 낡은 이데올로기를 변화시키는 적극적인 변증법적 투쟁을 하면 할수록 종교성은 사라지게 되며 결국 완전히 사리지게 되는 지점이 오게 될 것이라고 확신했다.
블라디미르 레닌은 『사회주의와 종교』(Социализм и религия)라는 책자에서 종교를 비판했다. 이 책자에서 비판되는 요소는 종교가 가진 기만성이었다. 종교는 '영원히 평안한 내세'를 내세워서 인민의 자선심과 복종심을 둘 다 고양하였으며, 진정 인민이 스스로 행동해야 할 시기에는 복종심을 고양시켜 봉건영주들의 정치적 지배를 확립하는 데에 도움을 줬다는 것이다. 또한 레닌은 러시아의 역사를 되짚으며, 그간 러시아는 동방정교회라는 종교와 밀접하게 연관된 국가 법 체계를 갖고 있었는데, 그것은 인민에게 있어서 상당히 야만적이었다는 것을 지적하면서, 정치와 종교의 완전한 분리를 주장하였다.
동시에 레닌은 카를 마르크스가 행한 종교 비판을 근거로 하여, 낡은 생산관계를 청산하려는 인간의 이데올로기 투쟁 영역에서 과학에 기반한 무신론과 반(反)과학에 기반한 유신론 사이의 투쟁은 상당히 중요한 것이라고 주장했다. 그의 1909년 저서인 『노동자당이 종교에 대해 가져야 하는 태도』(Об отношении рабочей партии к религии)에 따르면, 그의 입장은 1905년보다 훨씬 급진적인 입장이 되어있다. 이 책자에 따르면 그는 국가 제도와 종교는 확실히 분리해야 하며, 혁명의 주체인 프롤레타리아 전위당은 인민의 무신화(無神化)를 위해서 과학과 무신론을 보급해야 한다고 했다. 그리고 공산주의자가 종교를 믿는다면 그것은 자기모순에 해당하며, 과학과 무신론의 보급 작업은 종교가 완전히 사라질 때까지 계속되어야 함을 강조한다. 이는 수많은 사회주의국가가 헌법적으로는 종교의 자유를 허용하되, 당적 차원에서는 별도로 포교 행위를 엄단하고, 종교인을 무신론자로 전향시키는 노력을 하는 것과 밀접한 연관을 갖고 있다.
실제로 소련을 비롯한 여러 공산권은 '국가 무신론'이라는 명분하에 수많은 종교인을 탄압하였고 종교 시설도 파괴하였다. 그리고 '과학과 종교 사이의 이데올로기 투쟁'이라는 구호를 내걸면서 대중이 종교에 접근하지 못 하도록 막았다. 이오시프 스탈린은 종교의 세 가지 특징으로 반과학(Anti-Science), 반유물론(Anti-Materialism), 반이성(Anti-Reason)을 들었다.

## 사회주의 문화 이론가
- 알렉산드르 보그다노프
- 막심 고리키
- 안드레이 즈다노프
- 마오쩌둥
- 미하일 로프츅
- 장춘차오
- 야오원위안
- 김정일